# Túpac Katari
Túpac Katari, nascido Julián Apasa Nina (Ayo Ayo, município de Sica Sica, província de Aroma, 1750 – La Paz, 15 de novembro de 1781), foi um líder de uma rebelião do povo aimará contra as autoridades coloniais espanholas em Alto Peru, na Bolívia, no início da década de 1780.
É um personagem cercado de mistério. Os documentos oficiais não fazem nenhuma menção a ele até à sua espetacular aparição como comandante do cerco a La Paz. No entanto, a tradição oral, aceita pelos historiadores aimarás, apresenta uma biografia razoavelmente detalhada dele. Segundo esses relatos, Julián Apaza adotou o pseudônimo de Túpac Katari após a morte do líder indígena Tomás Katari. 
Na juventude, Julián havia sido submetido ao regime de trabalho forçado, a mita, e conheceu na prática a realidade da superexploração nas minas do Altiplano andino. Nesse período, já pregava a seus companheiros a necessidade de um levante, embora nada soubesse ainda sobre Túpac Amaru nem sobre Tomás Katari. 
Ao sair das minas, dedicou-se ao comércio itinerante da folha de coca. Em suas viagens, levava a mensagem da necessidade de uma insurreição. Aos poucos, se tornou conhecido e ganhou adeptos que faziam circular as notícias sobre a realidade que os cercava.
Nesse período Julián conheceu a história do levante de Túpac Amaru, em Cuzco, e da luta de Tomás Katari. Relacionando-se com articuladores de ambos, recebeu a incumbência de levar, de forma sigilosa, uma correspondência de Túpac Amaru a Tomás Katari, na qual o primeiro dava importantes instruções para organizar o levante nas regiões de Potosí e Oruro. 
No entanto, Tomás Katari morreu antes da chegada do mensageiro, e Julián Apaza ficou com a carta e os documentos, sem ter a quem entregá-los. Diante do impasse, uma assembleia comunitária se reuniu e tomou uma decisão unânime: com a força de Túpac, Julián Apaza daria continuidade à luta de Tomás Katari. Assim nasceu Túpac Katari.